# Astragalus austrotadzhikistanicus
Astragalus austrotadzhikistanicus là một loài thực vật có hoa trong họ Đậu. Loài này được Czerep. miêu tả khoa học đầu tiên.